# Parascorpis typus
Parascorpis typus és una espècie de peix pertanyent a la família dels kifòsids i l'única del gènere Parascorpis. Es troba a l'Índic occidental: des de Maputo (Moçambic) fins a False Bay (Sud-àfrica).
És un peix marí, pelàgic-oceànic i de clima subtropical que viu entre 20 i 200 m de fondària. Menja zooplàncton. La seua carn és bona per al consum humà.
És inofensiu per als humans.

## Descripció
- Pot arribar a fer 60 cm de llargària màxima.
- 11-12 espines i 15-17 radis tous a l'aleta dorsal i 3 espines i 13-15 radis tous a l'anal.
- És de color gris-marró.[2]